# قراءة ابن مسعود
قراءة ابن مسعود، هي إحدى القراءات التي اعتبرها البعض شاذة ومخالفة لما هو متواتر ومجمع عليه من آي القرآن، وخارجة عن رسم المصحف العثماني ونحو ذلك. وهي مقسمة إلى أربعة، "الطوال، والمئين، والمثاني، والمفصل". واعتبر البعض أن قراءة ابن مسعود ليست الا تفسير حرفي لأية لا يقصد بها قراءة القرآن الكريم حيث انه لم يكن يسمي الله او يقول قال الله او يقوم بقراءتها في الصلاة وكان لا يفعله الا اذا قرأ قراءة القرآن المعروفة بين اتباع دين الاسلام

## مصحف ابن مسعود
جاء عن جرير بن عبد الحميد في تأليف مصحف عبد الله بن مسعود أنه كالتالي:
أولا: الطوال: البقرة، والنساء، وآل عمران، والأعراف، والأنعام، والمائدة، ويونس.
ثانيا: المئين: براءة، والنحل، وهود، ويوسف، والكهف، وبني إسرائيل، والأنبياء، وطه، والمؤمنون، والشعراء ،والصافات.
ثالثا: المثاني: الأحزاب، والحج، والقصص، وطس، النمل، والنور، والأنفال، ومريم، والعنكبوت، والروم، ويس، والفرقان، والحجر، والرعد، وسبأ، والملائكة، وإبراهيم، وص، والذين كفروا، ولقمان، والزمر، والحواميم: حم المؤمن، والزخرف، والسجدة، وحم عسق، والأحقاف، والجاثية، والدخان، وإنا فتحنا لك، والحشر، وتنزيل السجدة، والطلاق، ون والقلم، والحجرات، وتبارك، والتغابن، وإذا جاءك المنافقون، والجمعة، والصف، وقل أوحي، وإنا أرسلنا، والمجادلة، والممتحنة، ويا أيها النبي صلى الله عليه وسلم لم تحرم.
رابعا: المفصل: الرحمن، والنجم، والطور، والذاريات، واقتربت الساعة، والواقعة، والنازعات، وسأل سائل، والمدثر، والمزمل، والمطففين، وعبس، وهل أتى، والمرسلات، والقيامة، وعم يتساءلون، وإذا الشمس كورت، وإذا السماء انفطرت، والغاشية، وسبح، والليل، والفجر، والبروج، وإذا السماء انشقت، واقرأ باسم ربك، والبلد، والضحى، والطارق، والعاديات، وأرأيت، والقارعة، ولم يكن، والشمس وضحاها، والتين، وويل لكل همزة، وألم تر كيف، ولإيلاف قريش، وألهاكم، وإنا أنزلناه، وإذا زلزلت، والعصر، وإذا جاء نصر الله، والكوثر، وقل يا أيها الكافرون، وتبت، وقل هو الله أحد، وألم نشرح.

## رأي العلماء في قراءة ابن مسعود وحكم القراءة بها
يرى علماء القرآن وعلومه أن قراءة ابن مسعود من القراءات الشاذة، وهي القراءات التي خالفت ما هو متواتر ومجمع عليه من آيات القرآن، قال ابن تيمية: «أما القراءة الشاذة الخارجة عن رسم المصحف العثماني مثل قراءة ابن مسعود وأبي الدرداء {وَاللَّيْلِ إِذَا يَغْشَى} [الليل: 1] {وَالنَّهَارِ إِذَا تَجَلَّى} [الليل: 2] {وَ الذَّكَرَ وَالأُنْثَى} [الليل: 3] كما قد ثبت ذلك في الصحيحين، ومثل قراءة عبد الله: فصيام ثلاثة أيام متتابعات ونحو ذلك. فهذه إذا ثبتت عن بعض الصحابة فهل يجوز أن يقرأ بها في الصلاة؟ على قولين للعلماء:
أحدهما: يجوز ذلك؛ لأن الصحابة والتابعين كانوا يقرأون بهذه الحروف في الصلاة.
والثاني: لا يجوز ذلك، وهو قول أكثر العلماء، لأن هذه القراءات لم تثبت متواترة عن النبي صلى الله عليه وسلم، وإن ثبت فإنها منسوخة بالعرضة الآخرة».

بينما اعتبر اخرين بانها ليست قراءة لابن مسعود وانما هي اما تفسير حرفي لاية او ان بعض نسبها الى ابن مسعود قال إسماعيل بن إسحاق القاضي:

## روايات حك المعوذتين
جاء في مسند أحمد: (أن عبد الله بن مسعود كان يحك المعوذتين من مصاحفه ويقول أنهما ليستا من كتاب الله)، ولكن جمعا من العلماء قد أنكروا ثبوت شيء من ذلك عن ابن مسعود، منهم: ابن حزم، واحتج بصحة قراءة عاصم، عن زر بن حبيش، عن عبد الله بن مسعود، وفيها أم القرآن والمعوذتان. وروى عن ابن الجوزي: رويت قراءة المعوذتين عن ابن مسعود في قراءة حمزة وتلميذه الكسائي، فقد قرآها عنه من طريق "علقمة والأسود وابن وهب ومسروق وعاصم بن ضمرة والحارث" فقد قرؤوا جميعاً على ابن مسعود
وقال اخرون رواية صحيح البخاري ليس فيها حك المعوذتين، بل قال أبي بن كعب في رواية صحيح البخاري كذا وكذا وجاءت زيادات تفسرية لها من بعض رواة في سند اقل صحة من سند صحيح البخاري بأنها المعوذتين وبسبب هذا يصبح حديث الرواي في سند المتحدث حديث معلل من نوع حديث ثابت الاسناد معلل في متن وايضا يسمى حديث شاذ في متن لانه الاحاديث التي تتطابق ما رواه البخاري اكثر من التي تفسر بانها المعوذتين وتكون بها زيادات مختلفة ينفرد بها قليل من رواة الحديث
ونقل ابن حجر في الفتح تأويلا عن أبي بكر الباقلاني في كتاب الانتصار، وتبعه عياض وغيره على أن ابن مسعود لم ينكر كونهما من القرآن، وإنما أنكر إثباتهما في المصحف، فإنه كان يرى ألا يكتب في المصحف شيئا إلا إن كان النبي صلى الله عليه وسلم أذن في كتابته، وكأنه لم يبلغه الإذن في ذلك، فهذا تأويل منه، وليس جحدا لكونهما قرآنا، وهو تأويل حسن، إلا أن الرواية الصحيحة الصريحة التي ذكرتها تدفع ذلك؛ حيث جاء فيها ويقول: أنهما ليستا من كتاب الله، نعم يمكن حمل لفظ كتاب الله على المصحف، فيتمشى التأويل المذكور.

## اثبات ابن مسعود لسورة الفاتحة والمعوذتان
ابن مسعود كان يقر ان سورة الفاتحة وسورة الناس وسورة الفلق من القران وهذا ثابت عنه في اثار واحاديث لا تحصى

### سورة الفاتحة
- قال أبو بكر البيهقي:وروينا عن ابن مسعود، وعبد الله بن عمرو بن العاص في قراءة الفاتحة في صلاة الجنازة[12]
- قال الطبري: حدثني المثنى قال: ثنا عمرو بن عون، قال: أخبرنا هشيم، عن يونس، عن ابن سرين، عن ابن مسعود: {سبعا من المثاني} [الحجر: 87] قال: «فاتحة الكتاب»[13]
- وقال الطبري: وحدثني موسى بن هارون الهمداني، قال: حدثنا عمرو بن طلحة القناد، قال: حدثنا أسباط، عن السدي، في خبر ذكره عن أبي مالك، وعن أبي صالح، عن ابن عباس، وعن مرة الهمداني، عن ابن مسعود، وعن أناس من أصحاب النبي صلى الله عليه وسلم: " {§اهدنا الصراط المستقيم} [الفاتحة: 6] قال: هو الإسلام "[14]
- وقال الطبري: وحدثني موسى بن هارون الهمداني، قال: حدثنا عمرو بن حماد، قال: حدثنا أسباط بن نصر، عن إسماعيل السدي، في خبر ذكره عن أبي مالك، وعن أبي صالح، عن ابن عباس، وعن محمد الهمداني، عن ابن مسعود، وعن ناس من أصحاب النبي صلى الله عليه وسلم: " {§ولا الضالين} [الفاتحة: 7] : هم النصارى "[15]
- قال ابن المنذر: حدثنا علي بن عبد العزيز ، قال : ثنا حجاج ، قال : ثنا حماد ، عن إبراهيم ، أن الوليد بن عقبة دخل المسجد وابن مسعود ، وحذيفة ، وأبو موسى الأشعري في عرصة المسجد ، فقال الوليد : إن العيد قد حضر فكيف أصنع ؟ فقال ابن مسعود : تقول : الله أكبر تحمد الله وتثني عليه وتصلي على النبي صلى الله عليه وسلم وتدعو الله ، ثم تكبر وتحمد الله وتثني عليه وتصلي على النبي صلى الله عليه وسلم وتدعو ، ثم تكبر وتحمد الله وتثني عليه وتصلي على النبي صلى الله عليه وسلم وتدعو ، ثم تكبر واقرأ بفاتحة الكتاب وسورة ، ثم كبر واركع[16]

### المعوذتان
- عن ابن مسعود عن النبي صلى الله عليه وسلم قال لقد أنزل علي آيات لم ينزل علي مثلهن المعوذتين
- عن ابن مسعود:أن النبي صلى الله عليه وسلم سئل عن هاتين السورتين فقال: قيل لي فقلت فقولوا كما قلت[17]
- عن عبد الله، أنه: رأى في عنق امرأة من أهله سيرا فيه تمائم فمده مدا شديدا حتى قطع السير، وقال: «إن آل عبد الله لأغنياء عن الشرك» ، ثم قال: «إن §التولة، والتمائم، والرقى لشرك» ، فقالت امرأة: إن أحدنا ليشتكي رأسها فيسترقي فإذا استرقت ظن أن ذلك قد نفعها، فقال عبد الله: " إن الشيطان يأتي أحدكم فيخش في رأسها فإذا استرقت خنس فإذا لم تسترق نخس، فلو أن إحداكن تدعو بماء فتنضحه في رأسها ووجهها، ثم تقول: بسم الله الرحمن الرحيم، ثم تقرأ: قل هو الله أحد، وقل أعوذ برب الفلق، وقل أعوذ برب الناس نفعها ذلك إن شاء الله "[18]
- عن ان مسعود قال استكثروا من النورين ينفعكم الله فِي الْآخِرَة المعوذتين ينوران الْقَبْر ويطردان الشَّيْطَان وَيَزِيدَانِ فِي الْحَسَنَات والدرجات ويثقلان الْمِيزَان ويدلان من أحبهما إِلَى الْجنَّة[19]